# Giuseppe Catalano (penalista)
Giuseppe Catalano (Catania, 5 novembre 1806 – Catania, 15 febbraio 1886) è stato un giurista e politico italiano.

## Biografia
Figlio di Tommaso Catalano sr. e di Maria Sciuto, fu studioso di diritto penale, seguace di Gian Domenico Romagnosi ed era imparentato con i Verga di Vizzini.
Nel 1835 fu nominato professore all'Università di Catania nello stesso tempo che esercitava la professione forense. Nel 1848 ebbe l'ufficio di deputato dell'Università al Parlamento siciliano. Durante una delicata fase transitoria governativa del provvisorio Regno di Sicilia (1848-1849), passata spesso come 'rivoluzione siciliana', il 15 febbraio del 1849, fu chiamato dal presidente Ruggero Settimo a reggere il ministero dell'Interno e della Sicurezza Pubblica, assieme a Pietro Lanza, principe di Scordia e di Butera (ministro degli Affari Esteri e del Commercio), l'avv. Vincenzo Di Marco (ministro del Culto e della Giustizia), Alessio Santostefano marchese di Murata La Cerda (ministro delle Finanze), il barone Nicolò Turrisi Colonna (ministro dell'Istruzione pubblica e dei Lavori pubblici), col. Giuseppe Poulet (ministro della Guerra e della Marina).
Più tardi (1853), per le sue idee liberali il governo borbonico lo rimosse dalla cattedra, e quando re Ferdinando II, venuto a Catania, lo redarguì per le sue idee, il prof. Catalano coraggiosamente rispose alla maniera shakespeareana del secondo dramma re Riccardo, laddove Mowbray duca di Norfolk disse: « Maestà [Voi] disponete della mia vita, non del mio onore né della mia coscienza». Caduti i Borboni, Catalano fu consigliere d'appello (1860) e presiedette per lungo periodo la Corte d'Assise. Fu pure giudice della Gran Corte civile della Provincia di Catania.
Nel 1876 è professore in Diritto e procedura penale presso la facoltà di Giurisprudenza dell'Università degli studi di Catania. Rimase per sempre inedito un suo scritto sul diritto penale: non lo volle pubblicare, ritenendolo per la sua non comune modestia "inutile", rispetto al nuovo trattato Elementi di diritto penale (1882-1885), in tre volumi, pubblicato dal collega Enrico Pessina.
Inoltre, Catalano fu rettore dell'Università degli studi di Catania (1860-1862), preside della facoltà di Giurisprudenza (1863-?) ed è ricordato per le importanti cariche nelle amministrazioni pubbliche.
Dal matrimonio con Carolina Fisichella, nacque almeno un figlio, Tommaso Catalani junior (1843-1895), ambasciatore in Turchia: resse pure l'ambasciata italiana a Londra tra il 1887 e il 1889, quindi ministro plenipotenziario dal 1890 al 1894 per la sede di Copenaghen.

## Opere
- Giuseppe Catalano, Della soppressione dello stato de' figli naturali, Catania, 1854.
- Giuseppe Catalano, Sommari di lezioni di diritto penale dettate nella R. Università di Catania, Quaderno I, Catania, Tip. Galàtola, 1879.
- Giuseppe Catalano, Sommari di lezioni di diritto penale, Quaderno 2, Catania, Galàtola, 1880.
- Giuseppe Catalano, Sommari di lezioni di diritto penale dettate nella Regia Università di Catania, Quaderno 3, Catania, Galàtola, 1883.